# Zürich-Enge-Alpenquai

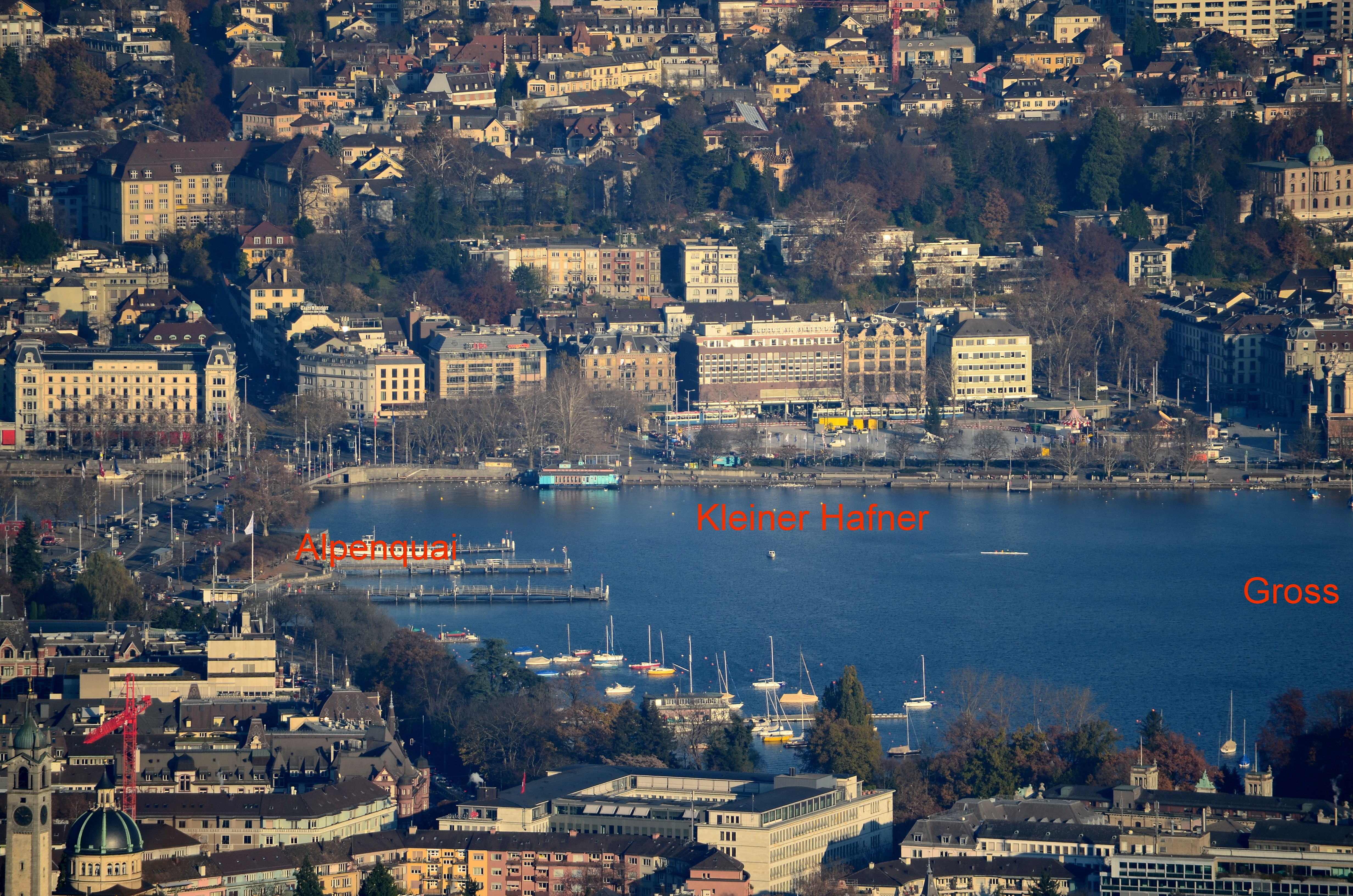
Ansicht vom Uetliberg auf den Standort der Seeufersiedlung

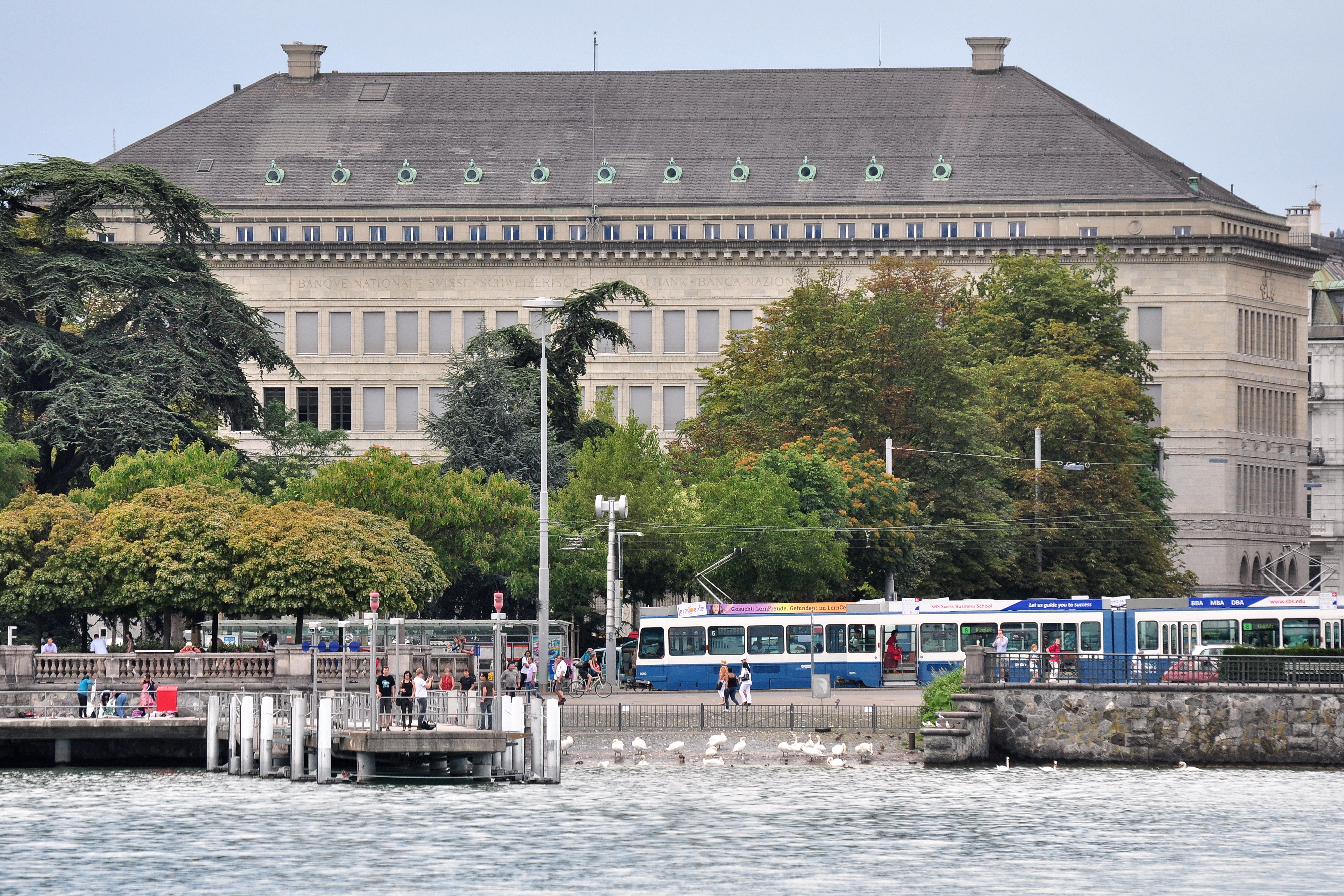
Standort beim heutigen Bürkliplatz

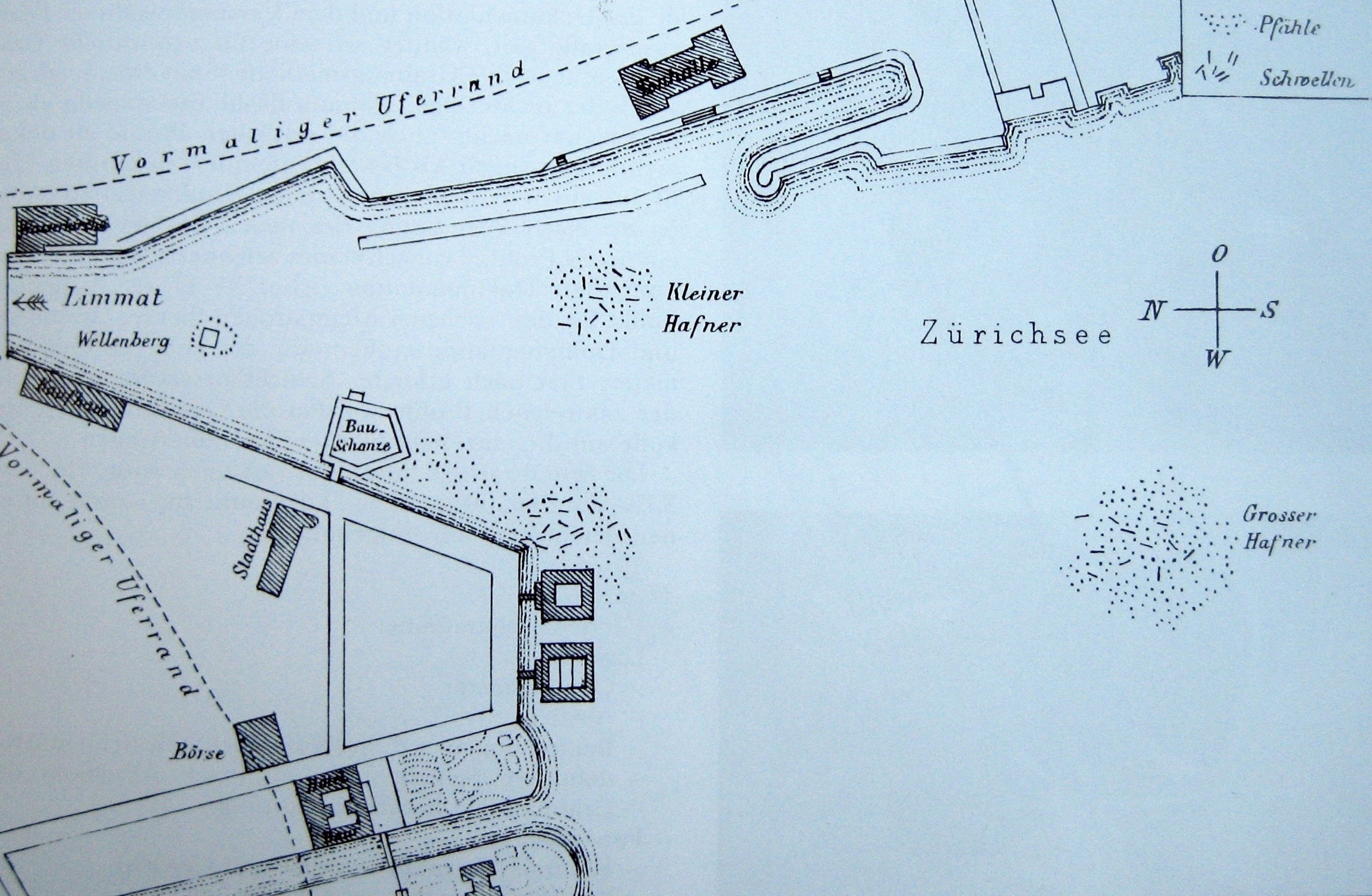
Planskizze Bauschänzli, östlich daran anschliessend Alpenquai, Kleiner und Grosser Hafner auf einer Planskizze von Ferdinand Keller

Zürich-Enge-Alpenquai ist ein prähistorischer Siedlungsplatz im unteren Becken des Zürichsees auf dem Gebiet der Stadt Zürich in der Schweiz. Er liegt in unmittelbarer Nähe des Kleinen Hafners, des Grossen Hafners und der Siedlungsreste beim Bauschänzli.

## Lage und Befund
Die Siedlung Alpenquai lag knapp 50 Meter östlich des heutigen Bürkliplatzes am linksseitigen Ufer des Seebeckens im Quartier Lindenhof. Der Seespiegel (406 m ü. M.) liegt infolge klimatischer Unterschiede und der Gewässerkorrektion höher als während der Stein- und Bronzezeit; die Fundstelle befindet sich daher etwa zwei Meter unter der Wasseroberfläche. Schichtpressungen und -senkungen wirken sich ebenso auf die Lage der archäologischen Schichten aus, und so lässt sich von der heutigen nicht auf die ursprüngliche Lage der urgeschichtlichen Dörfer schliessen.
Aufgrund der beinahe ununterbrochenen Besiedlung zwischen 1050 v. Chr. und 800 v. Chr., des Siedlungsumfangs, reicher Funde und ausgezeichneter Erhaltung der Schichten mit einzigartigen organischen Funden und Architekturelementen gilt der Fundort Alpenquai als ist eine der wichtigsten spätbronzezeitlichen Ufersiedlungen in Mitteleuropa. Insbesondere die letzte Besiedlungsphase – Übergang in die Eisenzeit – ist  allgemein selten belegt.
Im Jahr 2018 fand eine weitere Notgrabung statt auf der Baustelle der Zürich-Versicherung am Mythenquai. Dabei wurden Geräte zum Spinnen und Weben, Zierschmuck und weitere Artefakte. Falls diese mit den früheren Ausgrabungen beim Mythenschloss zusammen gehören, könnten die Funde eine grosse Siedlung von 1000 Menschen bedeuten.

## UNESCO-Weltkulturerbe und Kulturgut von nationaler Bedeutung
Die Fundstellen Alpenquai und Kleiner Hafner gehören zum UNESCO-Weltkulturerbe Prähistorische Pfahlbauten um die Alpen.
Im Schweizerischen Inventar der Kulturgüter von nationaler Bedeutung ist die Fundstelle Enge-Alpenquai als Klasse-A-Objekt aufgeführt.